# キンブラ
キンブラ（Kimbra、1990年3月27日 - ）は、ニュージーランドのシンガーソングライター。ゴティエとコラボレーションした「Somebody That I Used To Know」が世界中でヒットして有名になった。

## 来歴

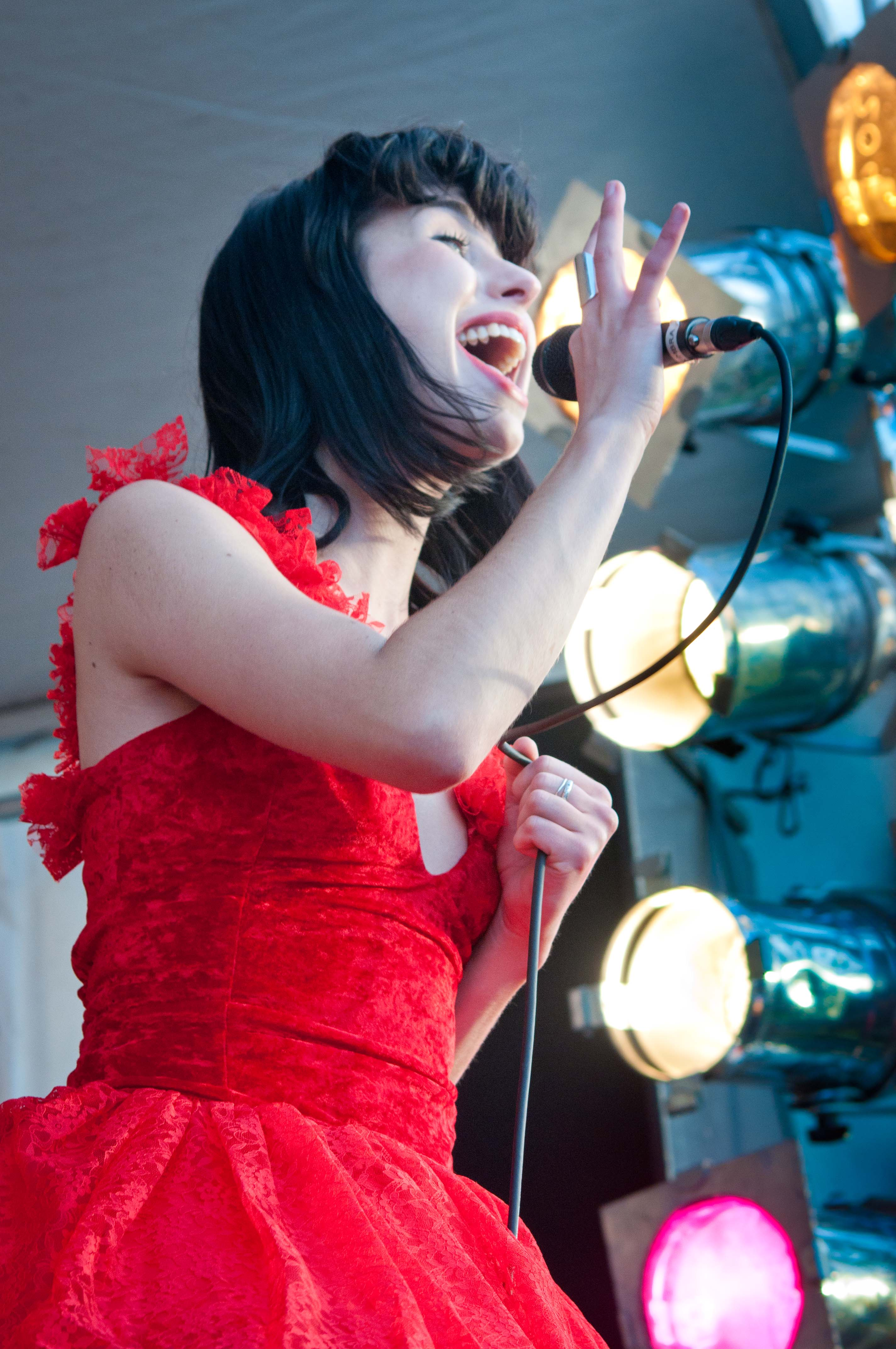
2012年

10歳の時に音楽活動を始め、2010年に「Forum 5」からファース・トシングル「Settle Down」をリリース。2011年7月5日にリリースしたゴティエとのコラボレーション・シングル「Somebody That I Use To Know」は、世界中のシングルチャートで上位にランクインした。2011年8月29日にリリースしたアルバム『Vows』は、オーストラリアとニュージーランドのアルバムチャートで上位にランクインし、アメリカ合衆国のシングルチャートでは14位にランクインした。
2012年のニュージーランドミュージックアワードでは、年間アルバム賞を含む5つの賞を受賞した。

## ディスコグラフィ

### アルバム
- Vows (2011年)
- 『ザ・ゴールデン・エコー』 - The Golden Echo (2014年)
- Primal Heart (2018年)